# Clelia plumbea
Espèce
Synonymes
- Coluber plumbea Wied, 1820

Statut CITES
Clelia plumbea est une espèce de serpents de la famille des Dipsadidae.

## Répartition
Cette espèce se rencontre au Paraguay et au Brésil.

## Publication originale
- Wied-Neuwied, 1820 : Reise nach Brasilien in den Jahren 1815 bis 1817. vol. 1 Heinrich Ludwig Bronner, Frankfurt.